# Беатрис Страйт
Беатрис Страйт (на английски: Beatrice Straight) е американска актриса. 

## Биография
Беатрис Страйт е родена на 2 август 1914 година в Олд Уестбъри, Ню Йорк. Дъщеря е на Дороти Пейн Уитни от семейство Уитни и Уилард Дикерман Страйт, инвестиционен банкер, дипломат и офицер от армията на САЩ.  Нейният дядо по майчина линия е политически лидер и финансист Уилям Колинс Уитни. През 1918 г., когато Страйт е на четири години, баща й умира във Франция от испански грип по време на голямата епидемия, докато служи в армията на Съединените щати по време на Първата световна война. След повторния брак на майка й с британския агроном Леонард К. Елмхърст през 1925 г., семейството се мести до Девън, Англия. Именно там Страйт получава образование в Дартингтън Хол и започва да играе в аматьорски театрални постановки. През 1930-те години тя посещава Cornish School в Сиатъл, откъдето са много от нейните учители в Дартингтън Хол и за което тя и майка й стават големи благодетели. 

### Личен живот
На 22 февруари 1942 г. Страйт се жени за Луис Доливет, лидер на свободната Франция, в окръг Полк, Айова. По това време Доливет е говорител в National Farm Institute а Страйт е с пътуващо шоуто „Дванадесета нощ“ из Средния запад.  Те се развеждат в Рино, Невада на 24 май 1949 г., имат едно дете Уилард Уитни Стрейт Доливет (1945–1952). 
През 1948 г. докато участва в постановката „Наследницата“ на Бродуей, [8] тя се запознава с Питър Куксън. Те се женят през 1949 г. и остават женени до смъртта на Куксън през 1990 г. Питър имаше две деца от предишния си брак, Питър У. Куксън младши и Джейн Купланд (по рождение Куксън). Заедно, Стрейт и Куксън имат две деца Гари Куксън и Антъни „Тони“ Куксън.

## Избрана филмография
| Година | Филм               | Оригинално заглавие | Роля          | Режисьор    |
| ------ | ------------------ | ------------------- | ------------- | ----------- |
| 1976   | Телевизионна мрежа | Network             | Луиз Шумахер  | Сидни Лумет |
| 1982   | Полтъргайст        | Poltergeist         | д-р Леш       | Тоуб Хупър  |
| 1986   | Сила               | Power               | Клер Хастингс | Сидни Лумет |